# わし座12番星
わし座12番星（わしざ12ばんせい、12 Aquilae、12 Aql）は、わし座にある4等星で、太陽系からの距離は約144光年である。

## 名称
わし座12番星という名称はフラムスティード名だが、バイエル名もあり、わし座i星となっている。
中国ではわし座12番星は、市場を管理する官を表す天弁（拼音: Tiān Biàn）という星官を、たて座α星、たて座δ星、たて座ε星、たて座β星、たて座η星、わし座λ星、わし座15番星、わし座14番星とともに形成する。わし座12番星自身は、天弁六（拼音: Tiān Biàn liù）すなわち天弁の6番星とされる。

## 位置
わし座12番星は、3等星のわし座λ星のそばにみえ、逆隣のたて座η星と共に、たて座の散開星団M11をみつける際の目印の一つとなる。

## 特徴
わし座12番星は、見かけの等級が4.02と肉眼でみえる明るさの恒星である。年周視差に基づいて推定された太陽系からの距離は、約144光年である。わし座12番星は、スペクトル型はK1 IIIに分類される橙色巨星である。半径は太陽の11.7倍、光度は太陽の58倍に達するとみられる。光球面の有効温度は4,660 Kで、これは橙色に輝くK型星の基準に一致している。
わし座12番星は、エルンスト・ツィナーの変光星候補一覧に記載があったため、変光星総合カタログにも新しい変光星候補として収録されているが、変光の挙動に関する情報はない。